# Romanzo epistolare
Il romanzo epistolare è un particolare tipo di romanzo che non ha un ritmo narrativo diretto ma che si affida allo scambio di lettere tra personaggi, spesso alimentate da pagine di diario, relazioni, articoli e fogli vari, sviluppando perciò la trama da più punti di vista.

## Storia
Fanno da modelli al romanzo epistolare alcuni testi classici dal carattere poetico scritti in forma di lettere come le Heroides di Ovidio, una serie di lettere d'amore che l'autore attribuisce ad amanti appartenenti alla mitologia, ma soprattutto il diffondersi delle raccolte di libri di lettere nel Cinquecento; si deve alla produzione cinquecentesca un abbozzo di romanzo epistolare pubblicato a Venezia nel 1563 dal titolo Lettere amorose di due nobilissimi intelletti, di Alvise Pasqualigo.

## Caratteristiche di un romanzo epistolare
Lo svolgimento della storia è lasciato ai personaggi, a ciò che si scrivono. Attraverso le lettere e i diari (e più recentemente e-mail e messaggistica varia) è possibile, infatti, fornire elementi capaci di portare avanti la trama, oltre a elementi utili alla caratterizzazione dei personaggi e alla rappresentazione di ambienti e contesti, usando a volte stile diverso in base al livello culturale e sociale che viene attribuito ai mittenti. Altre volte si tratta di lettere di un solo personaggio che l'autore immagina essere state ritrovate per caso o inviate direttamente a lui o all'editore. La vicenda si può desumere dal succedersi delle varie lettere, ma possono anche esserci interventi dell'autore stesso o curatore per dare spiegazioni sui punti poco chiari, per collegare tra loro le lettere o raccontare quanto successo tra una lettera e l'altra.

## Romanzi epistolari
Alcuni romanzi epistolari:
- 1721: Lettere persiane, di Montesquieu
- 1740: Pamela, o la virtù premiata, di Samuel Richardson
- 1741: Pamela II, di Samuel Richardson
- 1747: Lettere d'una peruviana, di Françoise de Graffigny
- 1748: Clarissa, di Samuel Richardson
- 1761: Giulia o la nuova Eloisa, di Jean-Jacques Rousseau
- 1774: I dolori del giovane Werther, di Johann Wolfgang von Goethe
- 1775-1781: Le relazioni pericolose, di Pierre-Ambroise-François Choderlos de Laclos
- 1782 Sara Burgerhart, di Aagje Deken e Betje Wolff
- 1797 Iperione, di Friedrich Hölderlin,
- 1798 Ultime lettere di Jacopo Ortis, di Ugo Foscolo
- 1818: Frankenstein o il moderno prometeo, di Mary Shelley
- 1846: Povera gente, di Fëdor Dostoevskij
- 1848: La signora di Wildfell Hall, di Anne Brontë
- 1869: Storia di una capinera, di Giovanni Verga
- 1897: Dracula, di Bram Stoker
- 1938: Destinatario sconosciuto, di Katherine Kressmann Taylor
- 1941: Lettere di una novizia, di Guido Piovene
- 1942: Le lettere di Berlicche, di C. S. Lewis
- 1948: Idi di marzo, di Thornton Wilder
- 1964: Lettere a Malcolm, di C. S. Lewis
- 1964: Herzog, di Saul Bellow
- 1966: Silenzio, di Shūsaku Endō
- 1973: Caro Michele, di Natalia Ginzburg
- 1985: Il colore viola, di Alice Walker
- 1986: La scatola nera, di Amos Oz
- 1988 S., di John Updike
- 1992: Nuvolosità variabile, di Carmen Martín Gaite
- 1995: Il bottone di Puškin, di Serena Vitale
- 1996: Ultime lettere da Montmartre, di Qiu Miaojin
- 1998: La concessione del telefono, di Andrea Camilleri
- 1999: Ragazzo da parete, di Stephen Chbosky
- 1999: Che tu sia per me il coltello, di David Grossman
- 2001: Si sta facendo sempre più tardi, di Antonio Tabucchi
- 2003: Dobbiamo parlare di Kevin, di Lionel Shriver
- 2004: P.S. I love you, di Cecelia Ahern
- 2005: March - Il padre delle piccole donne, di Geraldine Brooks
- 2006: Le ho mai raccontato del vento del Nord, di Daniel Glattauer
- 2007: Caro Hamid, fratello lontano, di Anna Russo
- 2007: Pesca al salmone nello Yemen, di Paul Torday
- 2007: Iso, di Andrea Cotti
- 2008: Il Club del libro e della torta di bucce di patata di Guernsey, di Mary Ann Shaffer e Annie Barrows
- 2009: La settima onda, di Daniel Glattauer
- 2012: L'amore quando c'era, di Chiara Gamberale
- 2015: Illuminae, di Amie Kaufman e Jay Kristoff
- 2017: 16 modi per spezzarti il cuore, di Lauren Strasnick
- 2017: Siate ribelli, praticate gentilezza, di Saverio Tommasi (saggio epistolare)
- 2021: Portami con te quando te ne vai, di David Levithan e Jennifer Niven